# Ковач, Ференц
Фе́ренц Ко́вач (венг. Kovács Ferenc; 7 января 1934, Будапешт — 30 мая 2018, Секешфехервар) — венгерский футболист и футбольный тренер, игравший на позиции защитника. Бронзовый призёр Олимпийских игр (1960).

## Биография

### Клубная карьера
Ковач всю игровую карьеру, которая у него продолжалась в течение 11 сезонов играл за МТК. В составе этой команды Ковач в 1958 году выиграл чемпионский титул, 5 раз становился серебряным призёром чемпионата Венгрии, выиграл два Кубка Митропы и в 1964 году играл в Финале Кубка обладателей кубков УЕФА, в котором МТК проиграл лиссабонскому «Спортингу» по сумме двух матчей.
Всего за МТК Ковач сыграл в чемпионате страны 195 матчей и забил 12 голов.

### Карьера в сборной
В составе сборной Венгрии принимал участие на олимпийском футбольном турнире 1960 года, на котором был основным игроком, сыграв в 5 матчах, а венгры завоевали бронзовые медали.

### Тренерская карьера
Работал главным тренером ряда венгерских клубов, среди которых были МТК (1968—1969), «Эгри» (1970—1972), «Фехервар» (1972—1977, 1983—1986, 1987—1988), «Вашаш» (1977—1978) и «Дебрецен» (1980—1983). С 1978 по 1979 год возглавлял сборную Венгрии после провального для сборной чемпионата мира по футболу 1978 года, проработав с командой 8 матчей.
С 1986 по 1987 год работал в Испании, где возглавлял «Лас-Пальмас».

### Смерть
Скончался 30 мая 2018 года в Секешфехерваре в возрасте 84 лет после непродолжительной болезни.

## Достижения

### В качестве игрока
МТК
- Чемпион Венгрии (1) : 1957/58
- Обладатель Кубка Митропы (2) : 1955, 1963

 Венгрия
- Бронзовый призёр Олимпийских игр (1) : 1960

### В качестве главного тренера
МТК
- Обладатель Кубка Венгрии (1) : 1968

«Фехервар»
- Финалист Кубка УЕФА (1) : 1984/85